# 蚌殼蕨屬
蚌殼蕨屬（學名：Dicksonia）是一屬蕨類。它們與桫欏屬有親緣關係，但卻較為原始，最少可以追溯至侏羅紀及白堊紀。它們的化石紀錄有莖、葉子及孢子。
蚌殼蕨屬包含了20-25個物種，分佈在墨西哥至烏拉圭及智利、聖赫勒拿島、新西蘭、澳洲、印尼、新畿內亞及菲律賓。在新畿內亞的物種最為多樣化，共有5個物種。所有物種中最為容易種植的是軟樹蕨。
蚌殼蕨屬最初是由Charles Louis L'Héritier de Brutelle於1788年描述，其學名是為紀念植物學家詹姆斯·迪克森（James Dickson）。

## 下属物种
本属包括以下物种：
- 軟樹蕨 Dicksonia antarctica ：又名塔斯馬尼亞蚌殼蕨，分佈在澳洲。
- Dicksonia arborescens ：分佈在聖赫勒拿島。
- Dicksonia archboldii ：分佈在新畿內亞。
- Dicksonia baudouini ：分佈在新喀里多尼亞。
- Dicksonia berteriana ：分佈在胡安·費爾南德斯群島。
- Dicksonia blumei ：分佈在印尼及菲律賓。
- Dicksonia brackenridgei ：分佈在斐濟及薩摩亞。
- Dicksonia externa ：分佈在胡安·費爾南德斯群島。
- 新西蘭蚌殼蕨 Dicksonia fibrosa ：又名金蚌殼蕨，分佈在新西蘭。
- Dicksonia grandis ：分佈在新畿內亞。
- Dicksonia herbertii ：分佈在澳洲昆士蘭東北部。
- Dicksonia hieronymi ：分佈在新畿內亞。
- Dicksonia lanata ：分佈在新西蘭。
- Dicksonia lanigera ：分佈在新畿內亞。
- Dicksonia mollis ：分佈在印尼。
- Dicksonia sciurus ：分佈在新畿內亞。
- Dicksonia sellowiana ：分佈在墨西哥南部經中美洲及南美洲北部至玻利維亞及烏拉圭。
- 粗糙蚌殼蕨 Dicksonia squarrosa ：又名棕色蚌殼蕨，分佈在新西蘭。
- Dicksonia steubelii ：分佈在秘魯北部。
- Dicksonia thyrsopteroides ：分佈在新喀里多尼亞。
- Dicksonia youngiae ：分佈在澳洲。

## 保育狀況
仅美洲种群被列為《瀕危野生動植物種國際貿易公約》（CITES）附錄二的物種，被限制出口及貿易。

## 外部連結
- Community: Care and propagation of Treeferns (German/English)